# بطیباط
بطیباط (به عربی: بطیباط) یک روستا در سوریه است که در ناحیه مرکزی جسر الشغور واقع شده‌است. بطیباط ۲۴۷ نفر جمعیت دارد.